# Swarm (приложение)
Swarm — мобильное приложение для iOS, Android и Windows Phone 8.1, которое позволяет пользователям делиться своим местоположением в социальной сети. Это форк более раннего приложения Foursquare. Swarm позволяет чекиниться, а также находить друзей поблизости и составлять с ними совместные планы.
22 октября 2024 команда Foursquare разослала своим пользователям письмо с решением о закрытии родоначального (к приложению Swarm) проекта Foursquare, позднее превратившегося в Foursquare City Guide: «Мы надеемся, что вам нравился Foursquare City Guide, и благодарим вас за вашу лояльность. После многих замечательных лет вместе мы приняли решение закрыть приложение Foursquare City Guide 15 декабря 2024 года, а веб-сайт будет закрыт вскоре после этого. Продолжайте свое путешествие с Swarm, где вы можете делиться своими местоположениями с друзьями и сохранять записи о своих впечатлениях. Ожидайте новых функций и возможностей, которые будут добавлены в ближайшее время!»